# Петер Варга
Петер Варга (мађ. Varga Péter, 2. мај 1897 — 14. новембар 1941 ), био је мађарски фудбалер, репрезентативац, играо је на позицији голмана. Први фудбалер Кишпешта који је заиграо у репрезентацији Мађарске.

## Каријера
Био је фудбалер Кишпешт АЦ и једну сезону је бранио за ФК Ујпешт. Био је члан тима који је освојио друго место у шампионату Мађарске у сезони 1919/20.. Био је голман са одличним осећајем за темпо и са сигурним рукама, који се одликовао добрим позиционирањем.

## Репрезентација
У стартном тиму репрезентације на утакмици против Аустријанаца одиграној 14. априла 1918. године, заменио је Ференца Платка, који је због болести отказао меч. На оој утакмици није примио гол а Мађарска је победила са резултатом од 2 : 0. Између 1918. и 1921. године укупно је четири пута бранио за фудбалску репрезентацију Мађарске.

## Достигнућа као играч
- * Првенство Мађарске
  - вицешампиони: 1919/20.